# The Kalin Twins
The Kalin Twins was een Amerikaans muziekduo bestaande uit de tweelingen Harold 'Hal' Kalin (Port Jervis, 16 februari 1934 – Maryland (Amerika), 23 augustus 2005) en Herbert 'Herbie' Kalin (Port Jervis, 16 februari 1934 – 21 juli 2006).

## Jeugd
Reeds tijdens hun jeugd zongen ze samen en na het examen aan de Port Jervis High School in 1952 wilden ze een gezamenlijke muziekcarrière opstarten. Die moesten ze echter vier jaar uitstellen, omdat Harold als radiotelegrafist door de US Air Force werd opgeroepen.

## Carrière
In 1956 namen ze een demosingle op en via de songwriter Clint Ballard konden ze succesvol solliciteren bij het platenlabel Decca Records. Een eerste single was nog niet succesvol, maar voor hun tweede publicatie ontdekten ze het nummer When van Paul Evans en Jack Reardon. Het nummer werd een wereldwijde hit en was in Groot-Brittannië vijf weken lang de nummer 1. In de Verenigde Staten was het nummer goed voor een 1e plaats in de r&b-hitlijst. When bereikte de goud-status in de Verenigde Staten en verkocht wereldwijd meer dan twee miljoen exemplaren.
Internationaal bleef het hun enige succes. In Amerika kwam de opvolgende single Forget me Not desondanks nog op de 12e plaats. In 1959 kwamen ze nog tweemaal in de Amerikaanse hitlijst, daarna was hun hit periode alweer voorbij. Tot 1962 namen de tweelingen platen op en trokken zich daarna met de opkomst van The Beatles en The Rolling Stones terug uit de muziekbusiness.
Vanaf 1977 traden ze weer samen of als trio op met hun jongere broer Jack als Kalin Brothers, nadat een bevriende nachtclubeigenaar ze had gecontracteerd voor zijn nieuwe River Boat Club. Ook probeerden ze het nog eens met single-publicaties. Een laatste groot optreden hadden ze in 1989 tijdens het 30-jarig podiumjubileum van Cliff Richard, die toentertijd in het voorprogramma van hun Engeland-tournee zijn carrière was begonnen.
Het lied When behoort tot de oldie-klassiekers, dat in de loop der jaren steeds weer succesvol gecoverd werd. In 1974 bracht John Kincade zijn versie tot in de Duitse top 10 en drie jaar later nam Showaddywaddy de song op en scoorde daarmee een 9e plaats in de Duitse hitlijst en zelfs een 3e plaats in Groot-Brittannië. De Duitse versie Wenn was in 1959 bovendien de eerste hit van de James Brothers alias Peter Kraus en Jörg Maria Berg.

## Overlijden
Harold Kalin overleed in augustus 2005 op 71-jarige leeftijd tijdens een auto-ongeluk en Herbert slechts 11 maanden later aan de gevolgen van een hartinfarct.

## Discografie
- 1956: Beggar of Love / The Spider and the Fly
- 1957: Jumpin' Jack / Walkin' to School
- 1958: When
- 1958: Forget Me Not
- 1959: Oh! My Goodness
- 1959: It's Only the Beginning
- 1959: Sweet Sugar Lips
- 1966: Sometimes It Comes, Sometimes It Goes
- 1978: Silver Seagull
- 1979: American Eagle

### NPO Radio 2 Top 2000
| Nummer met noteringen in de NPO Radio 2 Top 2000 | '99  | '00  |
| ------------------------------------------------ | ---- | ---- |
| When                                             | 1825 | 1808 |

1. ↑  Een vetgedrukt getal geeft de hoogste notering aan.
2. ↑  Deze tabel is bijgewerkt tot en met de laatste editie (2024).